# Laurent-Charles Maréchal
Pour les articles homonymes, voir Maréchal.
Laurent-Charles Maréchal (1801-1887)  – dit Maréchal de Metz – est un dessinateur, pastelliste et peintre verrier français du XIXe siècle. Il est connu pour ses vitraux peints. Mais il est surtout considéré comme le chef de file du mouvement pictural que Baudelaire avait qualifié d’École de Metz, au Salon de 1845. 

## Biographie
Laurent-Charles Maréchal naît à Metz, en Moselle, le 27 janvier 1801. Intéressé par l'art, le jeune Laurent-Charles suit les cours de l’école municipale de dessin, de 1820 à 1825. Un autoportrait de cette époque, nous montre un jeune homme sûr de lui et déterminé. Fasciné par l'Italie, Laurent-Charles Maréchal vouera une admiration sans limite à la peinture italienne, et l'Italie, qu'il considère comme la patrie des artistes. 
Laurent-Charles Maréchal s’intéresse à des genres variés, allant des paysages aux grands tableaux d'histoire. Mais la demande locale l'oriente bientôt vers la peinture sur vitrail, où il excelle dans le vitrail-tableau. En 1838, il ouvre à Metz un atelier de peinture sur verre avec son beau-frère Gugnon. De 1838 à 1853, Laurent-Charles Maréchal a ses ateliers dans l’hôtel de Malte, sur la colline Sainte-Croix. Travaillant les arts appliqués, au contact d'une industrie en plein essor, Maréchal se distingue particulièrement dans l'art du vitrail. Laurent-Charles Maréchal place bientôt son ancien élève Louis-Théodore Devilly à la tête de son atelier de vitraux peints. Travailleur infatigable, Maréchal ne donne son temps qu'à une poignée d'élèves véritablement doués et réellement volontaires. 

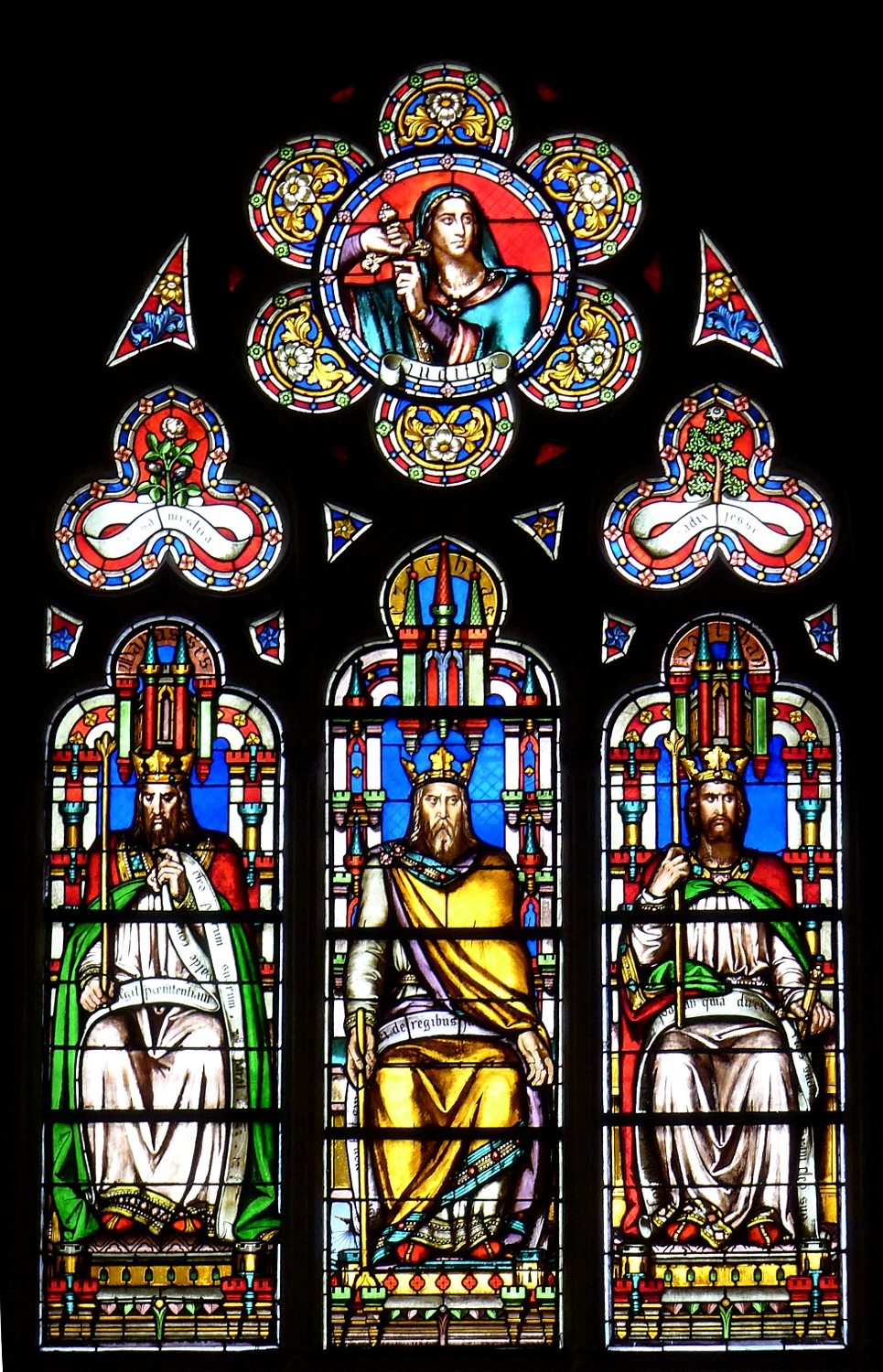
Collatéral sud, église Saint-Germain-l'Auxerrois de Paris.

En 1853, Laurent-Charles Maréchal installe au numéro 4 de la rue de Paris, dans le prolongement du pont des Morts, ses ateliers de maître verrier. Il perfectionne les techniques et la fabrication industrielle des vitraux, devenant l’un des peintres verriers les plus importants de France, dans la deuxième moitié du XIXe siècle. Signe de sa réussite, Laurent-Charles Maréchal crée les vitraux de l'exposition universelle de 1855. Avec Gugnon, son beau-frère, il crée les vitraux néo-gothiques de l'église Saint-Germain-l'Auxerrois à Paris. Parmi ses 12000 verrières, dont 4600 à figures, on lui doit la restauration des vitraux de la cathédrale Saint-Étienne de Metz, ou encore celle de la petite église Sainte-Brigide à Plappeville, qu'il connaissait pour s'être souvent promené du côté du Mont Saint-Quentin. À côté des commandes publiques, il travaille aussi pour des particuliers, notamment le baron Haussmann ou Eugène Viollet-le-Duc. 
Après la Guerre franco-allemande de 1870, Laurent-Charles Maréchal opte pour la France et quitte sa ville natale, rattachée à l'Empire allemand. Il s'installe alors à Bar-le-Duc, dans la Meuse, où il refonde son atelier sous la houlette de son cadet, le verrier Louis-Charles-Marie Champigneulle. Après une vie de labeur bien remplie, Laurent-Charles Maréchal décède le 17 janvier 1887, à Bar-le-Duc son dernier refuge.
L. Mouilleron et F. Étienne ont été ses élèves à Bar-le-Duc. Ils ont fondé à Bar-le-Duc l'atelier de vitraux Étienne et Mouilleron dont l'activité est attestée, de 1884 à 1904, par plusieurs œuvres identifiées en Lot-et-Garonne, dans la Haute-Saône et la Somme.
Laurent-Charles Maréchal est le père du peintre Charles-Raphaël Maréchal (1818-1886).

## Son œuvre
Son œuvre est multiple. On connait de lui des dessins, des pastels, des cartons, mais aussi et surtout des vitraux, facilement identifiables. Au cours de sa carrière, Laurent-Charles Maréchal a réalisé près de 57000 m2 de vitraux, pour plus de 1600 édifices.

Œuvres de Laurent-Charles Maréchal
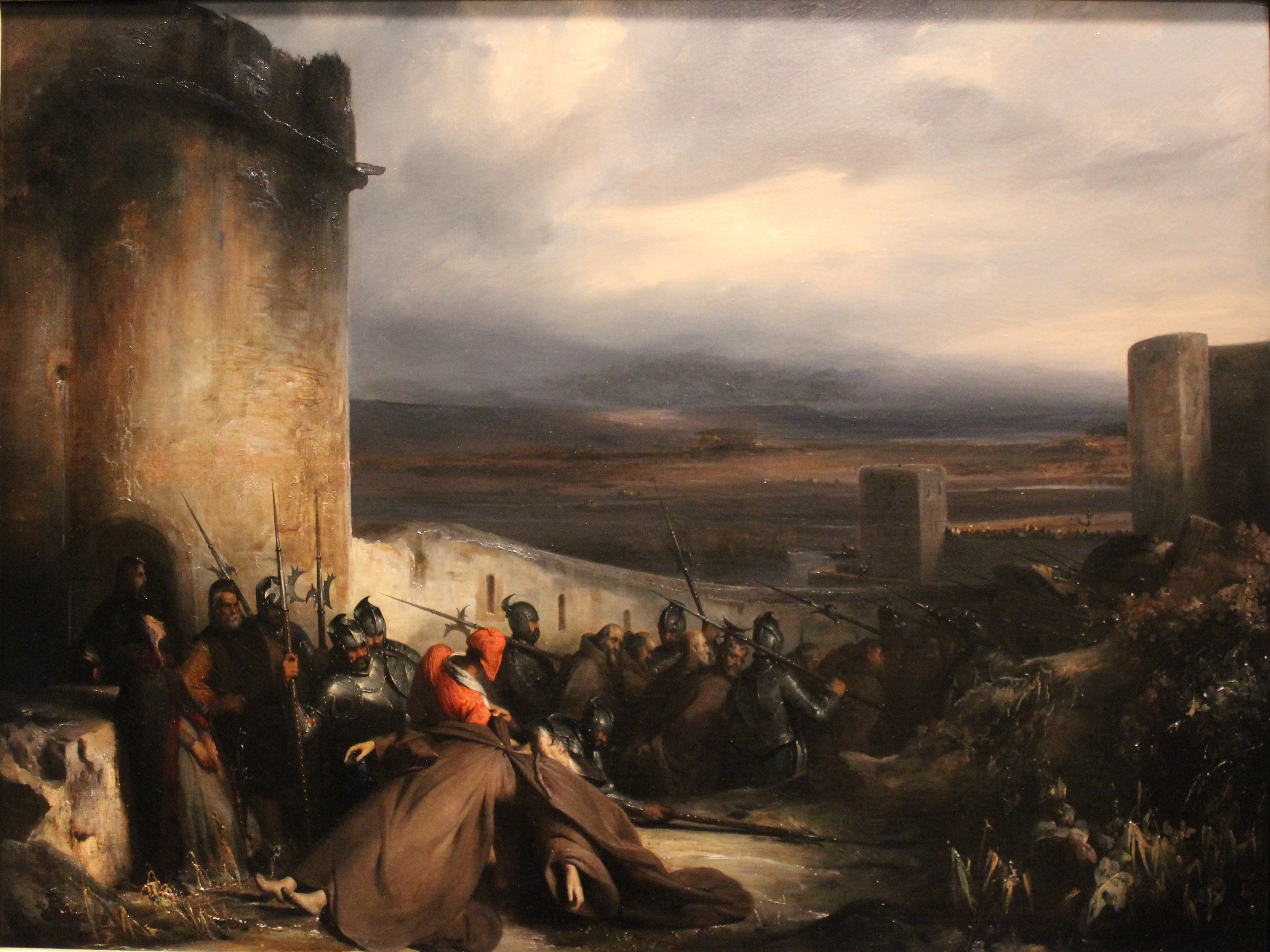
Les Cordeliers. Épisode du siège de Metz de Laurent Charles Maréchal.
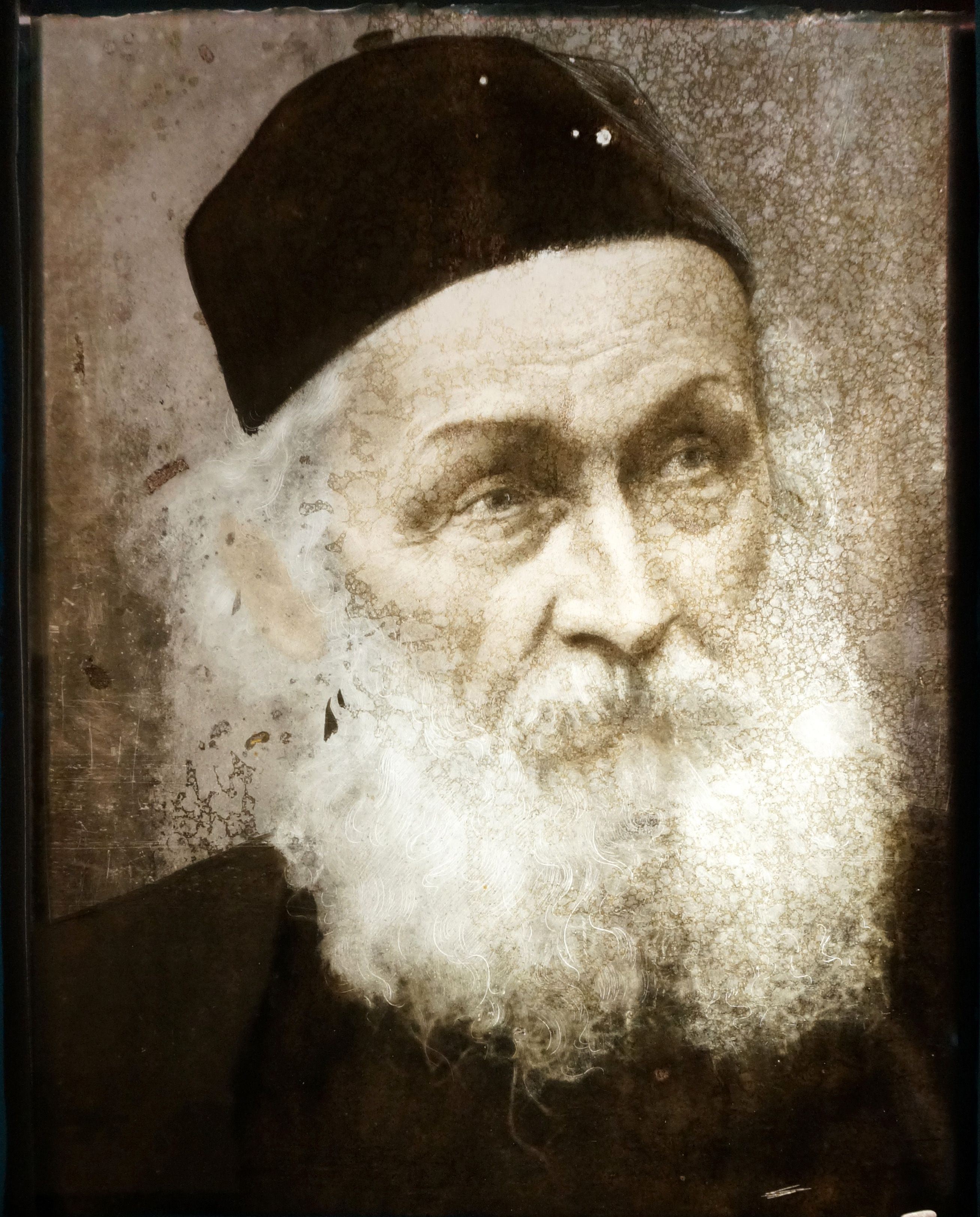
Laurent-Charles Maréchal, autoportrait, vitrail photographie, Musée barrois.
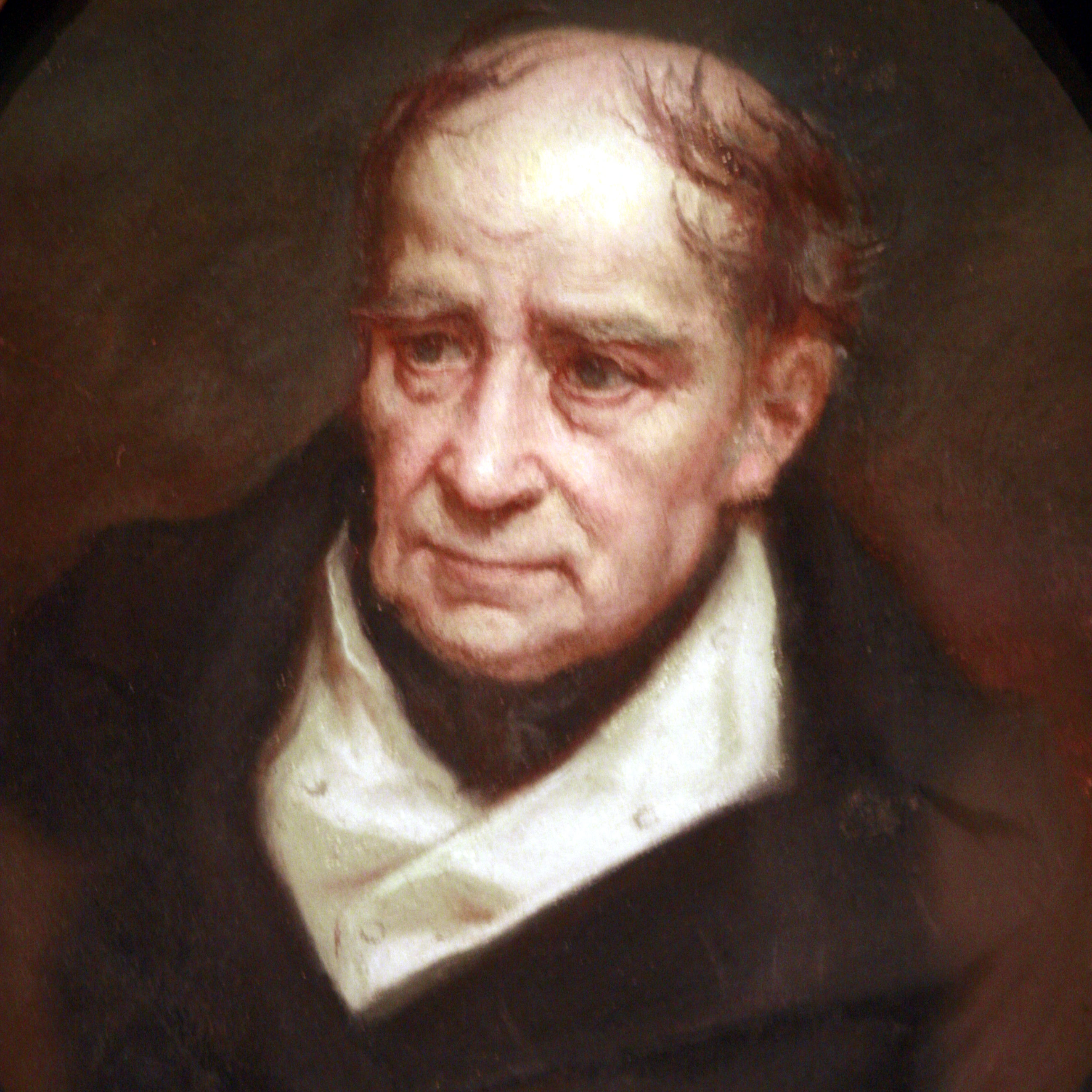
Józef Maria Hoene-Wroński, par Laurent-Charles Maréchal.

## Arts graphiques
- Les traces, (dessin), musée du Louvre, département des Arts graphiques, Paris[9].

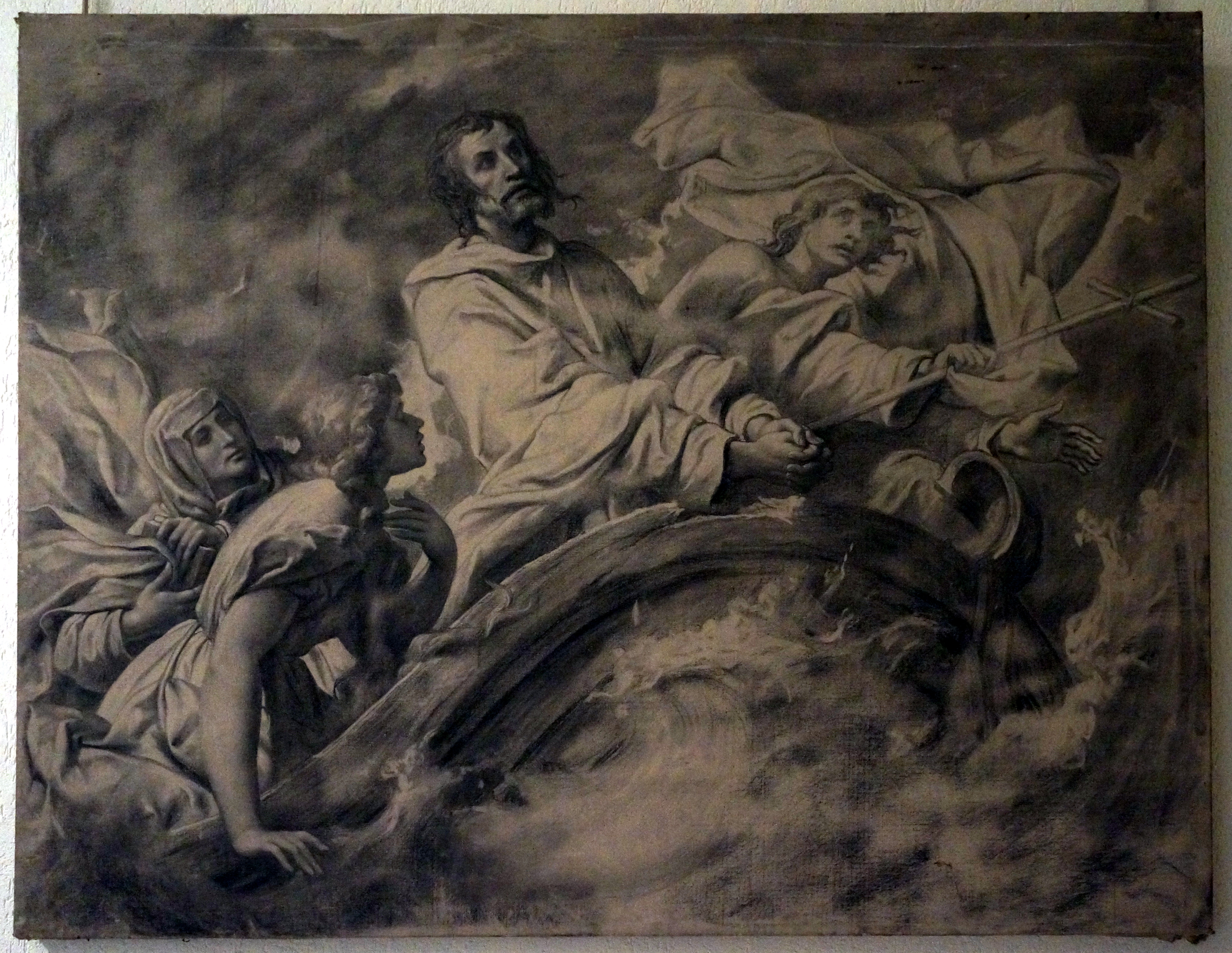
Christ et la tempête, étude.

### Art du vitrail[10]

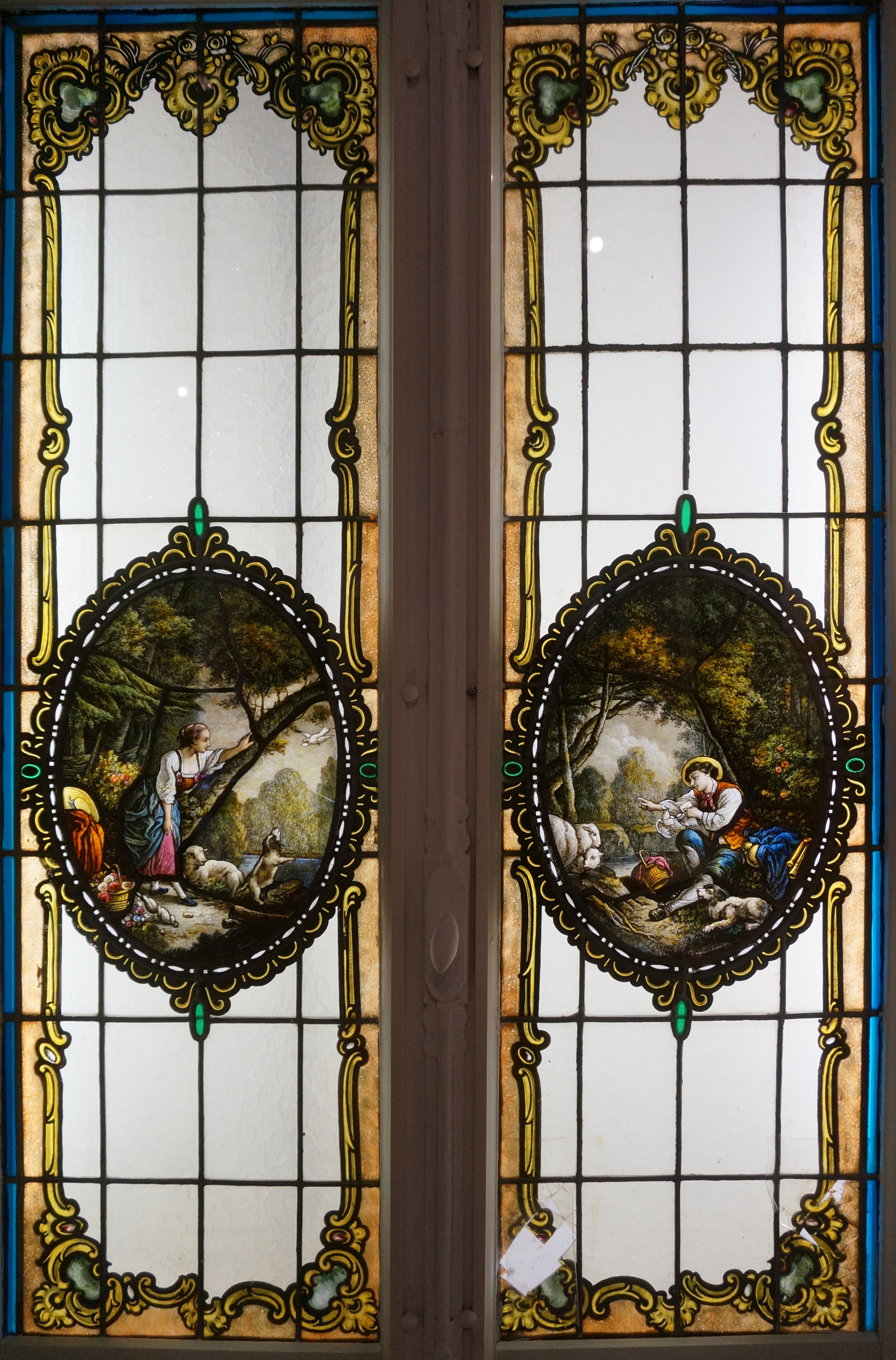
Vitrail au musée Barrois.

- Vitrail L'Artiste (1867), portrait. Antichambre de la Galerie des Fastes du château de Fontainebleau ;
- Vitraux de l'église Saint-Martin de Hayange construite en 1884 sur le modèle de la Trinité de Paris ;
- Trois verrières illustrant l'histoire de Metz, salon de Guise de l'hôtel de ville de Metz;
- Autoportrait de Maréchal, conservé aux Musées de la Cour d'Or ;
- Vitraux de l'église Saint-Ambroise de Paris (11e ardt.) ;
- Vitraux de la chapelle du collège Saint-Clément de Metz ;
- Vitraux de l'église Notre-Dame de Metz ;
- Vitraux du chœur de l'église Notre-Dame de Cholet ;
- Vitraux de l'église Saint-Eucaire de Metz (1863) ;
- Vitraux de l'église Saint-Martin de Metz ;
- Vitraux de l'église Saint-Martin de Pange ;
- Vitraux de la cathédrale Saint-Étienne de Metz ;
- Vitraux de la sacristie du Chapitre de la cathédrale Notre-Dame de Paris ;
- Vitrail Le Pâtre ;
- Vitraux de l'église Saint-Georges de Lyon, réalisés entre 1844 et 1857, détruits en septembre 1944 ;
- 37 vitraux de l'église d'Ecully (Rhône) ;
- 10 vitraux de la cathédrale Notre-Dame de Luxembourg entre 1846 et 1860

## Élèves
- Hélène Maréchal[11]
- Louis-Charles-Marie Champigneulle
- Louis-Théodore Devilly
- Charles-Raphaël Maréchal
- Eugène Tourneux
- Victor De Bornschlegel[12]